# Fredericktown (Missouri)
Ne doit pas être confondu avec Fredericktown (Maryland).
La ville de Fredericktown est le siège du comté de Madison, situé dans l'État du Missouri, aux États-Unis. Lors du recensement de 2010, sa population s’élevait à 3 985 habitants.